# Wallace Browne
Wallace Hamilton Browne, baron Browne de Belmont (né le 29 octobre 1947), est un homme politique du Parti unioniste démocrate (DUP), membre de la Chambre des lords depuis 2006, et membre de l'Assemblée d'Irlande du Nord (MLA) pour East Belfast de 2007 à 2011.

## Carrière politique
Browne, membre de longue date de l'exécutif central du DUP et est membre du conseil municipal de Belfast pour la circonscription électorale de Victoria de 1985 à 2010. Pendant son mandat au conseil municipal de Belfast, Browne est haut shérif de la ville en 2002 et lord-maire de Belfast en 2005-06.
En 2007, Browne est élu aux élections de l'Assemblée pour le siège de l'Est de Belfast. Il reste membre de l'Assemblée d'Irlande du Nord jusqu'en 2011. Durant son mandat à l'Assemblée, il représente son parti au sein de divers comités, dont le Comité de la justice, le Comité de la culture et des arts et le Comité de vérification. Browne est également président du comité des procédures de l'Assemblée.
Depuis 2006, il siège à la Chambre des Lords. Il est l'un des trois premiers membres du DUP à être présenté à la deuxième chambre en tant que pair à vie, donnant au parti sa toute première représentation à la Chambre des lords. Les deux autres sont Maurice Morrow, le président du DUP, et Eileen Paisley, l'épouse de l'ancien chef du DUP, Ian Paisley, tous sont devenus des pairs à vie « de travail ». Browne est élevé à la Pairie en tant que baron Browne de Belmont, de Belmont dans le comté d'Antrim le 12 juin 2006.
Browne est un pair actif pendant son séjour à la Chambre des Lords, contribuant régulièrement à des débats sur un éventail de questions, notamment : la restauration des institutions décentralisées en Irlande du Nord, les anciens combattants des forces armées, les militaires le Brexit. En 2017, Browne obtient le premier débat ciblé à la Chambre des Lords sur la question des jeux d'argent en ligne.

## Vie privée
Avant d'être élu membre de l'Assemblée en 2007, Browne est auparavant professeur de lycée. Browne est également administrateur de longue date de l'Association de la Somme. Browne, un ancien élève de Campbell College, Belfast est diplômé de l'Université Queen's, Belfast obtient en 1970 un diplôme en zoologie.